# Zhu Guo
Zhu Guo (朱国S, Zhū GuóP; Fuxin, 14 giugno 1985) è un taekwondoka cinese.

## Palmarès

### Olimpiadi
- 1 medaglia:
  - 1 bronzo (Pechino 2008 negli 80 kg)

### Campionati asiatici
- 1 medaglia:
  - 1 argento (Luoyang 2008 nei pesi welter)